# Aldo Bet
Aldo Bet (ur. 26 marca 1949 w Mareno di Piave, zm. 12 listopada 2023 w Varese) – piłkarz włoski grający na pozycji środkowego obrońcy.

## Kariera klubowa
Pierwszym klubem Beta w karierze był Inter Mediolan. W sezonie 1967/1968 zadebiutował w jego barwach w rozgrywkach Serie A. Nie mając miejsca w składzie latem 1968 opuścił zespół i przeniósł się do Rzymu. Został zawodnikiem tamtejszej Romy. Już w pierwszym sezonie gry w tym zespole zdobył Puchar Włoch, ale w pierwszym składzie zaczął grać w sezonie 1969/1970. Doszedł z Romą do półfinału Pucharu Zdobywców Pucharów. W nim drużyna toczyła zacięte boje z Górnikiem Zabrze. W pierwszym meczu w Rzymie padł remis 1:1, w drugim w Chorzowie remis 2:2, a w trzecim decydującym w Strasburgu także remis 1:1. O odpadnięciu Romy zadecydował wówczas rzut monetą. W zespole „giallorossich” występował do końca sezonu 1972/1973. Następnie przez rok był piłkarzem Hellas Werona, z którym spadł do Serie B.
Latem 1974 Bet podpisał kontrakt z A.C. Milan. Swój pierwszy sukces z Milanem osiągnął w 1977 roku, kiedy wywalczył swój drugi w karierze Puchar Włoch (2:0 w finale z Interem). W barwach „rossonerich” był też jeden raz mistrzem Włoch w sezonie 1978/1979 i dzięki temu rok później wystąpił w Pucharze Mistrzów. W Milanie spędził 7 sezonów i rozegrał 144 spotkania ligowe. W 1981 roku odszedł z klubu do grającej w Serie C1 Puteolany i po roku zakończył karierę w wieku 33 lat.
| Sezon   | Klub           | Kraj   | Rozgrywki | Mecze | Bramki |
| ------- | -------------- | ------ | --------- | ----- | ------ |
| 1967/68 | Inter Mediolan | Włochy | Serie A   | 8     | 0      |
| 1968/69 | AS Roma        | Włochy | Serie A   | 13    | 0      |
| 1969/70 | AS Roma        | Włochy | Serie A   | 28    | 0      |
| 1970/71 | AS Roma        | Włochy | Serie A   | 30    | 0      |
| 1971/72 | AS Roma        | Włochy | Serie A   | 30    | 0      |
| 1972/73 | AS Roma        | Włochy | Serie A   | 29    | 0      |
| 1973/74 | Hellas Werona  | Włochy | Serie A   | 30    | 0      |
| 1974/75 | A.C. Milan     | Włochy | Serie A   | 29    | 0      |
| 1975/76 | A.C. Milan     | Włochy | Serie A   | 28    | 0      |
| 1976/77 | A.C. Milan     | Włochy | Serie A   | 26    | 0      |
| 1977/78 | A.C. Milan     | Włochy | Serie A   | 25    | 0      |
| 1978/79 | A.C. Milan     | Włochy | Serie A   | 17    | 0      |
| 1979/80 | A.C. Milan     | Włochy | Serie A   | 14    | 0      |
| 1980/81 | A.C. Milan     | Włochy | Serie A   | 5     | 0      |
| 1981/82 | Puteolana      | Włochy | Serie C1  | 7     | 0      |

## Kariera reprezentacyjna
W reprezentacji Włoch Bet zadebiutował 20 lutego 1971 roku w przegranym 1:2 w Cagliari towarzyskim meczu z Hiszpanią. W tym samym roku zagrał także w spotkaniu z Austrią (2:2) i był to jego drugi i ostatni mecz we włoskiej kadrze narodowej.